# The Bee Gees (Supraphon)
A The Bee Gees  című lemez a Bee Gees  Csehszlovákiában megjelent válogatáslemeze. 

## Az album dalai
A lemez hátsó borítóján minden dal szerzőjeként helytelenül Barry, Robin és Maurice Gibb van feltüntetve.
1. Spicks and Specks – (Barry Gibb) – 2:55
2. New York Mining Disaster 1941 (Barry és Robin Gibb) – 2:15
3. To Love Somebody (Barry és Robin Gibb) – 3:10
4. Sinking Ships (Barry, Robin és Maurice Gibb) – 2:30
5. World (Barry, Robin és Maurice Gibb) – 3:20
6. Massachusetts (Barry, Robin és Maurice Gibb) – 2:30
7. Sir Geoffrey Saved The World (Barry, Robin és Maurice Gibb) – 2:15
8. Holiday (Barry és Robin Gibb) –  3:00
9. The Change Is Made (Barry, Robin és Maurice Gibb) – 3:45
10. Day Time Girl (Barry, Robin és Maurice Gibb) – 2:40
11. Words (Barry, Robin és Maurice Gibb) – 3:20
12. Jumbo (Barry, Robin és Maurice Gibb) – 2:15

## Közreműködők
- Bee Gees